# Jerome Propheter
Jerome Propheter (* 4. Juni 1990 in Köln) ist ein deutscher Fußballspieler, der die Position des Innenverteidigers bekleidet.

## Karriere
Propheter begann seine Karriere bei der SpVgg Porz-Gremberghoven und wechselte später zunächst zum SV Deutz 05 und dann zum SCB Viktoria Köln. Nach seiner Jugendzeit spielte er für den FC Junkersdorf in der Mittelrheinliga und gewann im Jahre 2011 die Meisterschaft. Zur folgenden Saison trat der FC Junkersdorf dem neu gegründeten FC Viktoria Köln bei, der den Junkersdorfer Platz in der NRW-Liga übernahm. Der FC Viktoria wurde in der Saison 2011/12 auf Anhieb Meister und stieg in die Regionalliga West auf. Im März 2013 kündigte Propheter seinen Wechsel zu Arminia Bielefeld an. Daraufhin wurde er vom FC Viktoria Köln für den Rest der Saison suspendiert. Insgesamt absolvierte er für den FC Viktoria 30 Spiele und erzielte dabei vier Tore.
Bei Arminia Bielefeld kam Propheter zunächst nur in der zweiten Mannschaft zum Zuge und wurde zehnmal in der Oberliga Westfalen eingesetzt. Um Spielpraxis zu bekommen, wurde er für die Rückrunde an den Regionalligisten Rot-Weiss Essen ausgeliehen, bei dem er sich zum Leistungsträger entwickelte. Für die Essener spielte Propheter 16-mal und erzielte dabei ein Tor. Obwohl er bis zum 30. Juni 2015 verliehen war, kehrte er bereits im Sommer 2014 zu Arminia Bielefeld zurück. Sein Profidebüt für die Arminia absolvierte Propheter am 27. August 2014 beim Spiel beim MSV Duisburg, nachdem er für Julian Börner eingewechselt worden war.
Propheter wechselte zur Saison 2015/2016 zu Alemannia Aachen. Im November 2015 zog er sich beim 3:0-Erfolg in der Partie gegen den SC Verl mehrere Gesichtsfrakturen zu. Insgesamt kam er auf 61 Einsätze und vier Treffer für Alemannia Aachen. 58 Spiele davon absolvierte er in der Regionalliga West und drei Spiele im Mittelrheinpokal. Im Juni 2017 wechselte er in die Regionalliga Nordost zum FSV Wacker Nordhausen.
Zur Saison 2019/20 schloss er sich in der Regionalliga West Rot-Weiß Oberhausen an und wurde dort  auch Mannschaftskapitän. Im Sommer 2023 wechselte Propheter für eine Saison zum Landesligisten FC Teutonia Weiden. Seit der Saison 2024/25 spielt er beim SSV Merten in der Mittelrheinliga.

## Erfolge
- Meister der Mittelrheinliga: 2010/11
- Meister der NRW-Liga: 2011/12
- Meister der 3. Liga: 2014/15